# Ligue des champions de rink hockey 2000-2001
Navigation
Ligue des champions 1999-2000 Ligue des champions 2001-2002
La Ligue des champions de rink hockey 2000-2001 est la 36e édition de la plus importante compétition européenne de rink hockey entre équipes de club, et la 6e sous la dénomination Ligue des champions. La compétition est remportée par le FC Barcelone qui devient champion d'Europe des clubs pour la 14e fois.

## Déroulement
Cette édition 2001-2002 se déroule en quatre phases : un tour préliminaire, un premier tour, une phase de poules et un Final four.
Le premier tour regroupe 16 des meilleures équipes européennes de rink hockey (dont les trois équipes vainqueurs du tour préliminaire).
Les matchs se jouent en confrontations aller-retour, comme le tour préliminaire. Les 8 équipes qui gagneront en score cumulé auront le droit de jouer la phase de poules. Les 4 équipes possédant le meilleur rang européen seront quant à eux reversé en Coupe CERS.
La phase de poules regroupe 8 équipes, réparties dans 2 poules de 4. Chaque équipe rencontre deux fois les autres équipes de la poule. Les 2 meilleures équipes de chaque poules joueront le Final Four.
Le Final Four regroupe sur 2 jours et en terrain neutre, les 4 meilleures équipes de la compétition.
Cette ultime phase est organisée sous la forme d'une coupe à élimination directe. L'équipe qui remporte la demi-finale et la finale gagnera alors le trophée de la Ligue Européenne des Champions 2001.

## Équipes qualifiées
| 2000/01      | 2000/01        | 2000/01         | 2000/01  |
| ------------ | -------------- | --------------- | -------- |
| FC Barcelona | Réus Deportiu  | HC Liceo Coruña | Igualada |
| FC Porto     | OC Barcelos    | SL Benfica      |          |
| Hockey Prato | Bassano        | Novara          |          |
| HC Quévert   | St. Omer       | Vaulx           |          |
| Genéve RHC   | SC Thunerstern | RSC Uttigen     |          |
| RHC Dornbirn |                |                 |          |
| Herne Bay    |                |                 |          |

## Tour préliminaire
| Équipe       | Résultat | Équipe        | 1er Match | 2e Match |
| Bassano      | 25-5     | Vaulx         | 11-2      | 14-3     |
| RHC Dornbirn | 1-31     | Réus Deportiu | 1-14      | 0-17     |

## Premier tour
| Équipe        | Résultat | Équipe          | 1er Match | 2e Match |
| FC Porto      | 26-4     | Herne Bay       | 13-2      | 14-2     |
| Quevert       | 5-15     | OC Barcelos     | 2-6       | 3-9      |
| Réus Deportiu | 3-5      | FC Barcelone    | 0-0       | 3-5      |
| Bassano       | 5-13     | Novara          | 0-5       | 5-8      |
| Igualada      | 9-4      | Hockey Prato    | 6-3       | 3-1      |
| RSC Uttigen   | 5-16     | SC Thunerstern  | 1-8       | 4-8      |
| Genéve RHC    | 4-15     | SL Benfica      | 2-7       | 2-8      |
| St Omer       | 1-18     | HC Liceo Coruña | 0-12      | 1-6      |

## Phase de poules

### Groupe A
|             | Équipes | Pts | J | V | E | D  | BM | BE | DB |
| ----------- | ------- | --- | - | - | - | -- | -- | -- | -- |
| OC Barcelos | 8       | 6   | 4 | 0 | 2 | 21 | 17 | 4  |    |
| SL Benfica  | 6       | 6   | 2 | 2 | 2 | 22 | 23 | -1 |    |
| Igualada    | 5       | 6   | 2 | 1 | 3 | 16 | 13 | 3  |    |
| FC Porto    | 5       | 6   | 2 | 1 | 3 | 19 | 25 | -6 |    |

|             | BAR | BEN | IGUA | POR |
| ----------- | --- | --- | ---- | --- |
| OC Barcelos |     | 4-1 | 2-0  | 4-1 |
| SL Benfica  | 4-7 |     | 2-0  | 7-4 |
| Igualada    | 7-1 | 3-3 |      | 6-2 |
| FC Porto    | 4-3 | 5-5 | 3-0  |     |

### Groupe B
|                 | Équipes | Pts | J | V | E | D  | BM | BE  | DB |
| --------------- | ------- | --- | - | - | - | -- | -- | --- | -- |
| HC Liceo Coruña | 9       | 6   | 3 | 3 | 0 | 28 | 16 | 12  |    |
| FC Barcelona    | 8       | 6   | 3 | 2 | 1 | 30 | 7  | 23  |    |
| Novara          | 7       | 6   | 3 | 1 | 2 | 22 | 17 | 5   |    |
| SC Thunerstern  | 0       | 6   | 0 | 0 | 6 | 10 | 50 | -40 |    |

|                 | LIC | BAR  | NOV | THU  |
| --------------- | --- | ---- | --- | ---- |
| HC Liceo Coruña |     | 3-3  | 2-2 | 11-3 |
| FC Barcelone    | 2-2 |      | 5-1 | 10-0 |
| Novara          | 3-6 | 1-0  |     | 9-1  |
| SC Thunerstern  | 3-4 | 0-10 | 3-6 |      |

## Final Four
|  | Demi-finales    | Demi-finales |                 |      | Finale | Finale |
|  |                 |              |                 |      |        |        |
|  | 31 mars 2007    |              |                 |      |        |        |
|  |                 |              |                 |      |        |        |
|  | SL Benfica      | 3(3)         |                 |      |        |        |
|  | SL Benfica      | 3(3)         | 1er avril 2007  |      |        |        |
|  | HC Liceo Coruña | 3(4)         |                 |      |        |        |
|  | HC Liceo Coruña | 3(4)         | HC Liceo Coruña | 1(2) |        |        |
|  | 31 mars 2007    |              | HC Liceo Coruña | 1(2) |        |        |
|  |                 | FC Barcelona | 1(4)            |      |        |        |
|  | OC Barcelos     | FC Barcelona | 1(4)            | 3(5) |        |        |
|  | OC Barcelos     |              |                 | 3(5) |        |        |
|  | FC Barcelone    | 3(6)         |                 |      |        |        |
|  | FC Barcelone    | 3(6)         |                 |      |        |        |

| Ligue des champions 00–01 Vainqueur |
| ----------------------------------- |
|                                     |
| FC Barcelone (14e titre)            |